# Carpentaria Shire
Carpentaria Shire är en region i Australien. Den ligger i delstaten Queensland, omkring 1 600 kilometer nordväst om delstatshuvudstaden Brisbane. Antalet invånare är 2 225.
Följande samhällen finns i Carpentaria:
- Normanton

Omgivningarna runt Carpentaria är huvudsakligen savann. Trakten runt Carpentaria är nära nog obefolkad, med mindre än två invånare per kvadratkilometer. Genomsnittlig årsnederbörd är 999 millimeter. Den regnigaste månaden är mars, med i genomsnitt 298 mm nederbörd, och den torraste är augusti, med 1 mm nederbörd.